# Max Britzelmayr

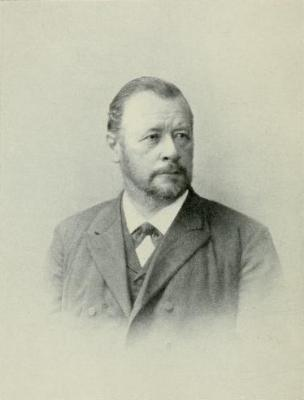
Max Britzelmayr

Max Britzelmayr (* 7. Januar 1839 in Augsburg; † 6. Dezember 1909 ebenda) war ein deutscher Lehrer, Lichenologe und Mykologe. Sein botanisch-mykologisches Autorenkürzel lautet „ Britzelm.“.

## Leben und Wirken
Der Sohn eines Lehrers studierte am Lehrerseminar in Lauingen und schloss 1859 mit der Abgangs- und 1861 mit der Lehreranstellungsprüfung ab. 1865 erhielt er eine Lehrerstelle in St. Georg bei Augsburg und wurde 1873 Kreisschulinspektor. 1899 wurde er aus gesundheitlichen Gründen pensioniert.
Neben seinem Beruf erforschte Britzelmayr die Flechtenflora der Umgebung von Augsburg und Südbayern und gab Exsikkatenwerke von Flechten heraus. Vor allem wurde er auch mit seinen Beiträgen zu den Hymenomyceten Südbayerns bekannt.
Britzelmayr, der ein guter Zeichner war, fügte seinen Beschreibungen meist Tafeln bei, wobei die Zeichnungen teils skizzenhaft ausgeführt sind, teilweise wurden sie auch in Farbe gedruckt. Er stellte dabei nicht nur die äußere Erscheinung der Pilze dar, sondern zeichnete auch die Sporen der jeweiligen Arten.
In seinen Arbeiten werden vielfach auch die Fundorte benannt, so beispielsweise von Arten, die er bei seinen sonntäglichen Fahrten, die er zur Pilzzeit in die Allgäuer Alpen unternahm, sammelte.
Das Pilzherbar von Britzelmayr wurde von Johann Stangl und Andreas Bresinsky revidiert. Aquarelle und Bleistiftzeichnungen samt Merkmalsanalysen zu den von Britzelmayr veröffentlichten Arbeiten über bayerische Hymenomyceten befinden sich im Herbar des Botanischen Instituts der Universität München.
Britzelmayr hat auch ein Buch über „dunkle und unverständliche deutsche Namen in der Naturgeschichte“ veröffentlicht.

## Ehrungen
- Verdienstorden vom Heiligen Michael
- Ehrenmitglied der Bayerischen Botanischen Gesellschaft in München
- Ehrenmitglied des Naturwissenschaftlichen Vereins für Schwaben in Augsburg

## Veröffentlichungen (Auswahl)
- Erklärungen dunkler und unverständlicher deutscher Namen in der Naturgeschichte. 40 S. K. Kollmannsche Buchhandlung Augsburg (1868) online bei Google-Books
- Dermini und Melanospori aus Südbayern. In: Bericht des Naturhistorischen Vereins in Augsburg 27, 1883, 147–196.
- Hundert Erzählungen aus der bayerischen Geschichte Oldenbourg, München 1890 (Digitalisat)
- Hymenomyceten aus Südbayern. In: Bericht des Naturhistorischen Vereins in Augsburg 31, 1894, 157–222.
- Zur Hymenomyceten-Kunde. Reihe I. 1–16, 55 colorierte Tafeln. Berlin; Friedlaender & Sohn. 1895
- Materialien zur Beschreibung der Hymenomyceten. In: Botanisches Centralblatt 71, 1897, 49–59, 87–96.
- Revision der Diagnosen zu den von M. Britzelmayr aufgestellten Hymenomyceten-Arten. In: Botanisches Zentralblatt Beihefte 26 (2): 205–225. 1909